# Compton Martin
Compton Martin – wieś w Anglii, w hrabstwie ceremonialnym Somerset, w dystrykcie (unitary authority) Bath and North East Somerset. Leży 17 km na południe od miasta Bristol i 177 km na zachód od Londynu. Miejscowość liczy 508 mieszkańców.